# Midi ZZt 23501
Der Triebwagen ZZt 23501 des französischen Eisenbahnunternehmens Compagnie des chemins de fer du Midi (Midi) war der normalspurige Prototyp für Dieseltriebwagen, die unter dem Namen Autorail Pauline vermarktet wurden. Diese stellen die erste Bauart von Dieseltriebwagen in Frankreich dar und waren zudem Wegbereiter für die Aluminiumbauweise von Schienenfahrzeugen. Ihr umgangssprachlicher Name bezieht sich auf Jean-Raoul Paul (1869–1960), den damaligen Direktor der Midi.

## Vorgeschichte
In einer Zeit, in der die Eisenbahn bereits der harten Konkurrenz durch Kraftfahrzeuge ausgesetzt war, suchten Industrie und Bahnunternehmen nach günstigeren Alternativen zum kostspieligen Einsatz von lokomotivbespannten Zügen auf Nebenstrecken. Die Firma Michelin stellte 1931 den ersten Prototyp eines gummibereiften Leichttriebwagens vor (→ Micheline). Für die Bahngesellschaft Midi entwickelte deren Chef der Triebfahrzeugsparte André Ménétrier im Auftrag Pauls das Lastenheft für einen leichten zweiachsigen Triebwagen, der anders als frühe Schienenbusse (→ Georges Tartary) erstmals von einem Dieselmotor angetrieben wurde. Er sollte unkompliziert und kostengünstig ca. 60 Fahrgäste befördern können.

## Geschichte und Beschreibung

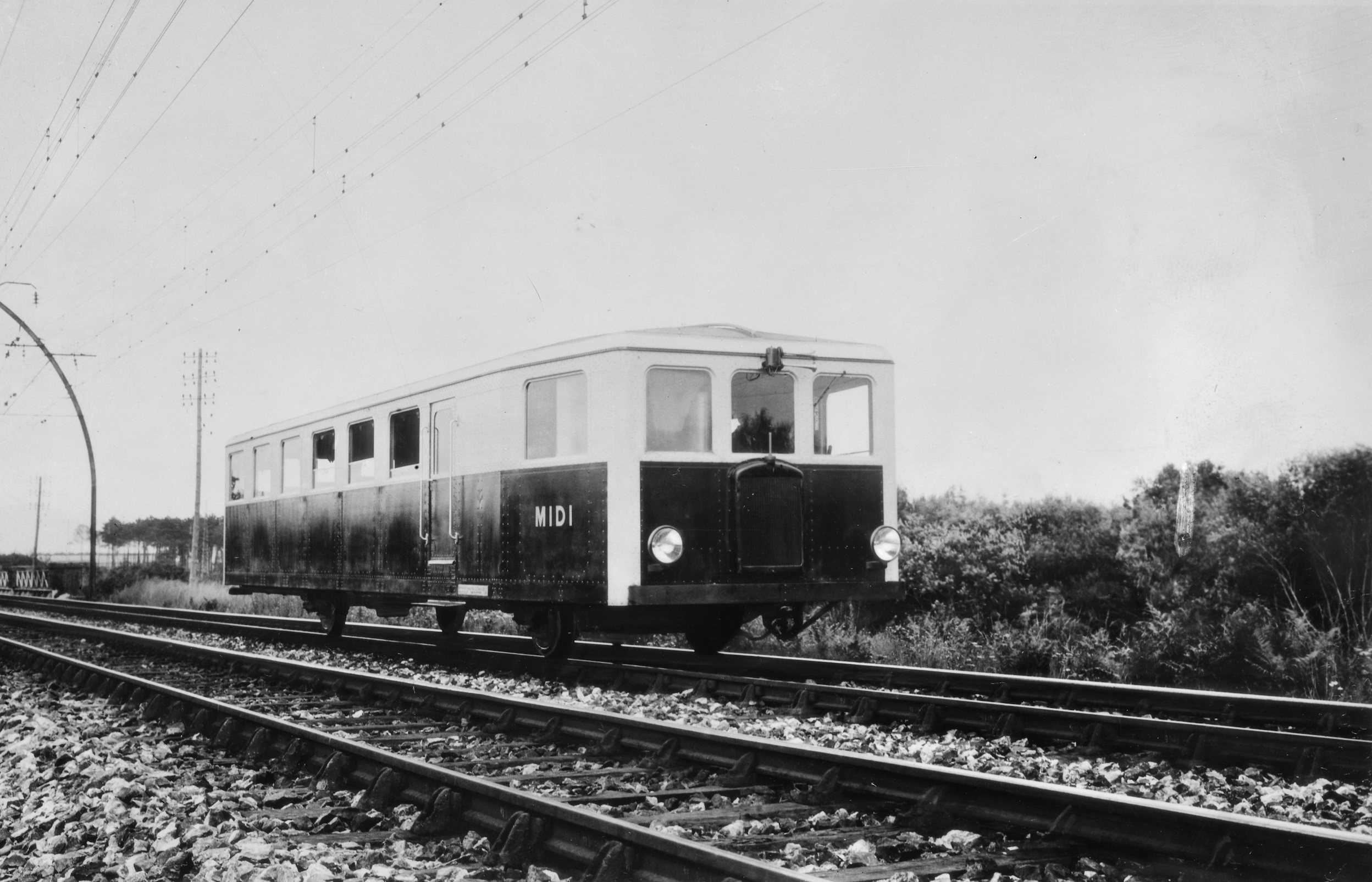
ZZt 23501 auf der Strecke (1931)

1930 gab die Midi das als Typ 1 bezeichnete Prototypfahrzeug in Auftrag, gebaut wurde es von den Entreprises Industrielles Charentaises (EIC) in Zusammenarbeit mit der Compagnie Lilloise de Moteurs (CLM) und der Société de l’Aluminium Français. Ab dem 27. Februar 1931 wurden Probefahrten von insgesamt 2500 km durchgeführt, so zwischen Bordeaux und Marmande und im September sogar über die Rampe de Capvern der Bahnstrecke Toulouse–Bayonne mit einer Steigung von 33 ‰. In jenem Monat wurde der Triebwagen an die MIDI ausgeliefert und am 27. Oktober 1931 im Rahmen einer Fahrt vom Bahnhof Bordeaux-Saint-Louis nach Le Verdon-sur-Mer (Bahnstrecke Bordeaux-St-Louis–Pointe de Grave) der Öffentlichkeit vorgestellt. Die Rückfahrt dauerte – bei Halten an allen Stationen – nur etwas länger als die Hälfte der Zeit, die ein mit einer Dampflokomotive bespannter Personenzug dafür brauchte.
Der röhrenförmige, 13,4 m lange Wagenkasten bestand aus Profilen und Blechen aus Duraluminium. Dank dieser Bauweise war er  verwindungssteif und seine Masse niedrig; die beiden 12 m langen Längsträger wogen jeweils nur je 36 kg. Die Leermasse pro Fahrgast betrug lediglich 116 kg, was einen Rekordwert darstellte. Die Leistung des Motors konnte so, bei dennoch guten Beschleunigungswerten, gering gehalten werden. Der Achsstand betrug 6805 mm, der Durchmesser der Räder 750 mm. Die bei SKF gebauten Achsen waren über Blattfedern mit dem Wagenkasten verbunden; die zunächst verwendeten gusseisernen Backenbremsen wurden bald durch Trommelbremsen ersetzt, was die Fahrzeugmasse weiter reduzierte. Da der weiß und grün lackierte Triebwagen – um sein Gewicht niedrig zu halten – nur über einen Führerstand verfügte, musste er auf Drehscheiben gewendet werden.
Der nur 480 kg schwere Dreizylinder-Zweitaktmotor des Typs 85 LC 3 entstand bei CLM in Lizenz der Firma Junkers. Bei einer Drehzahl von 1500 min−1 hatte er eine Nominalleistung von 80 PS. Der Wasserkreislauf des Kühlsystems ermöglichte das Beheizen des Fahrgastraums. Das mechanische Getriebe des Automobilbauers Minerva wies drei Vorwärtsgänge und einen Rückwärtsgang auf. Im dritten Gang erreichte der Triebwagen seine Höchstgeschwindigkeit von 100 km/h. Der Verbrauch an Dieselkraftstoff betrug bei vollbesetztem Fahrzeug 16 l pro 100 km.
Die 61 Sitzplätze des ungeteilten Fahrgastraums bestanden aus lackiertem Sperrholz auf Duraluminium-Profilen in Form von Bänken beiderseits eines Mittelgangs. Gegenüber dem links positionierten Fahrerplatz gab es eine Toilette, dazwischen befand sich unter einer Haube der Dieselmotor. Der Einstiegsbereich diente als Gepäckabteil bzw. für maximal sechs Stehplätze.

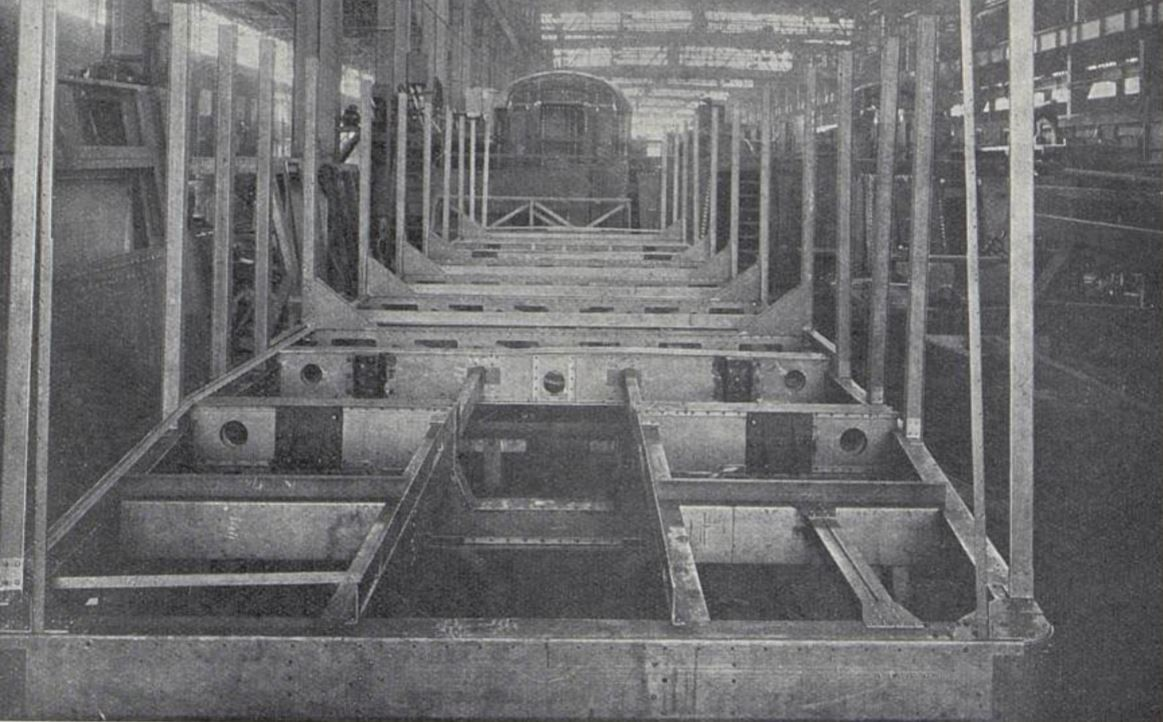
Struktur des Wagenkastens
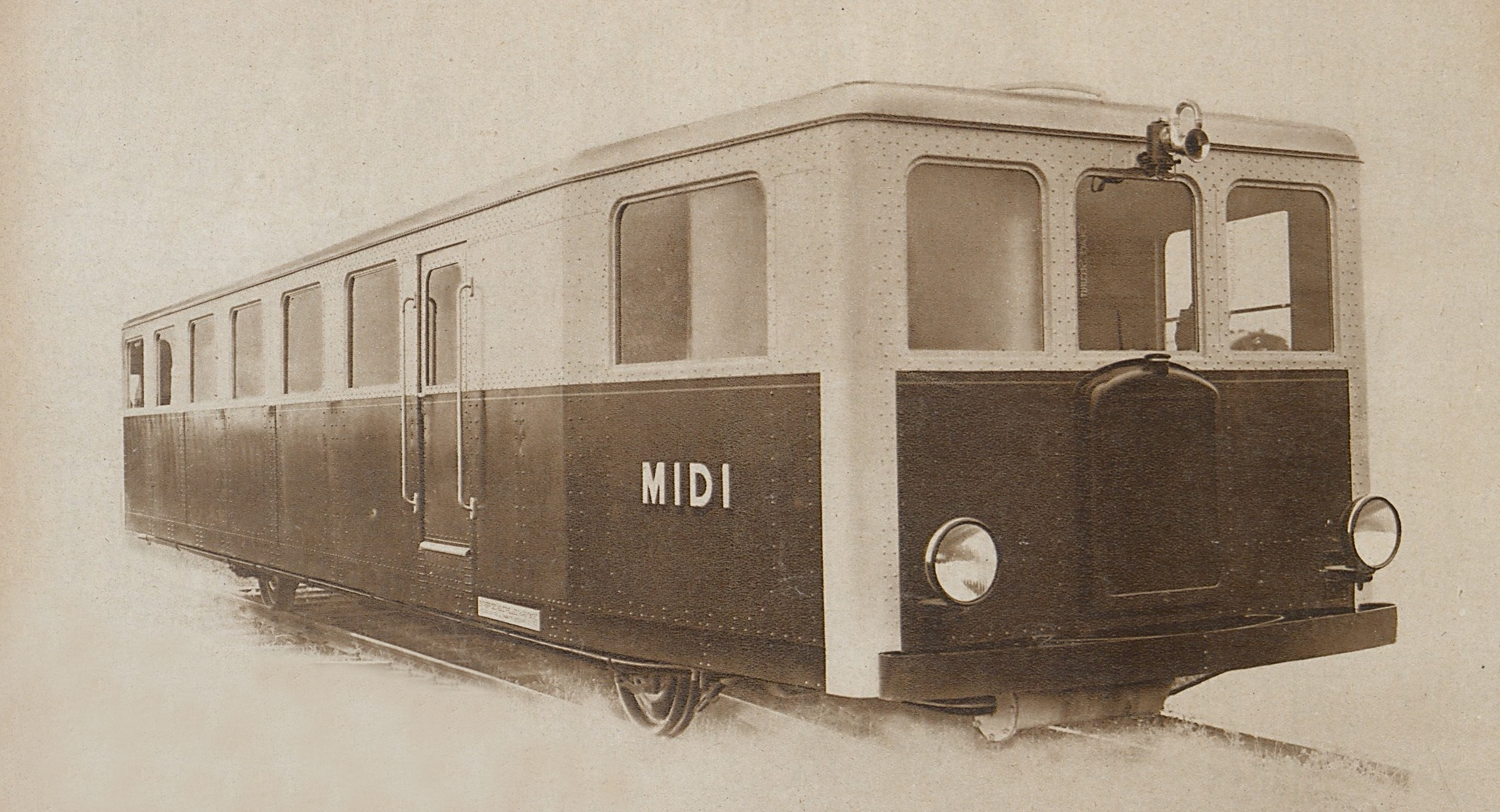
Frontansicht
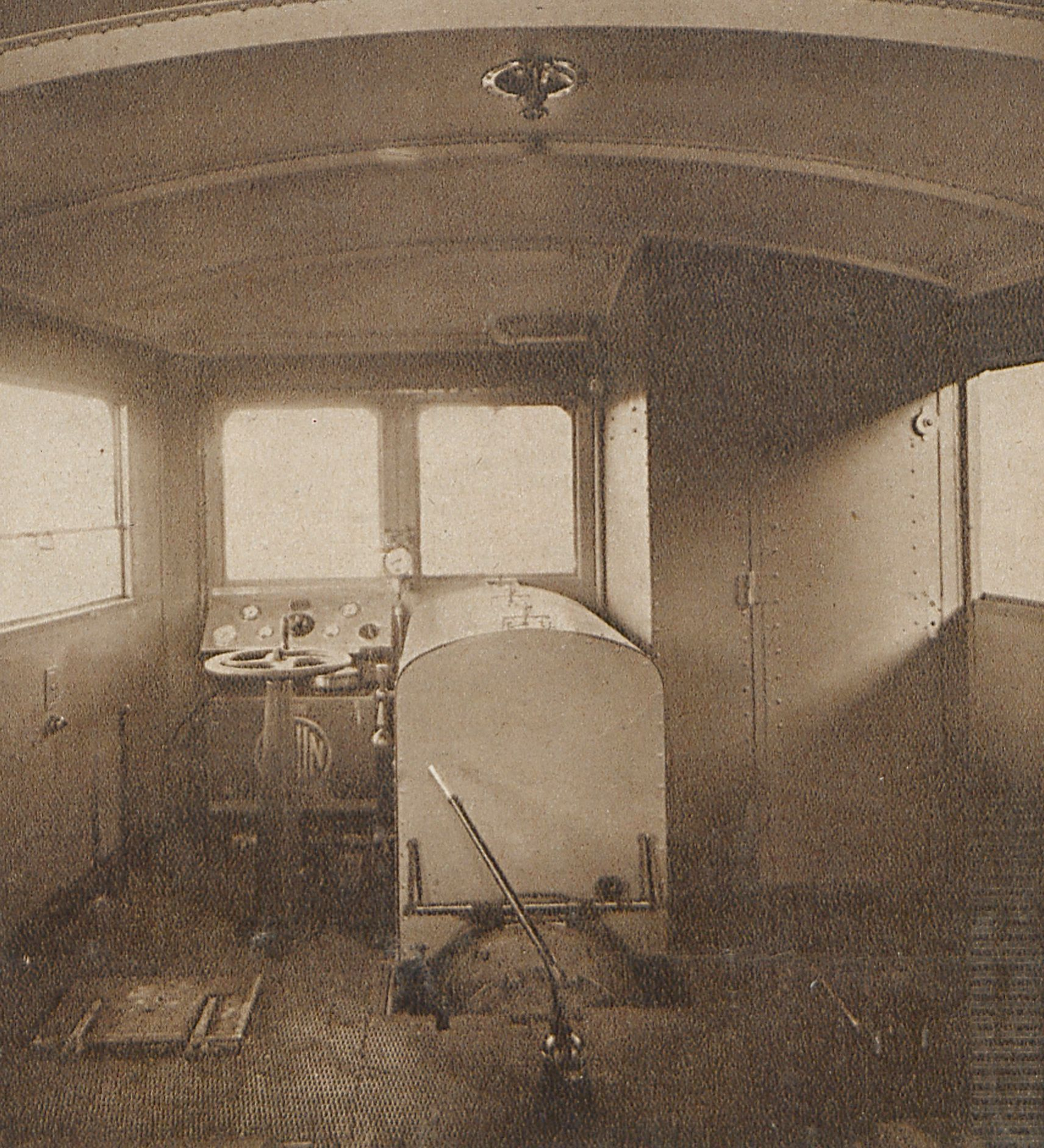
Führerstand, Motorhaube, Schalthebel und Toilette
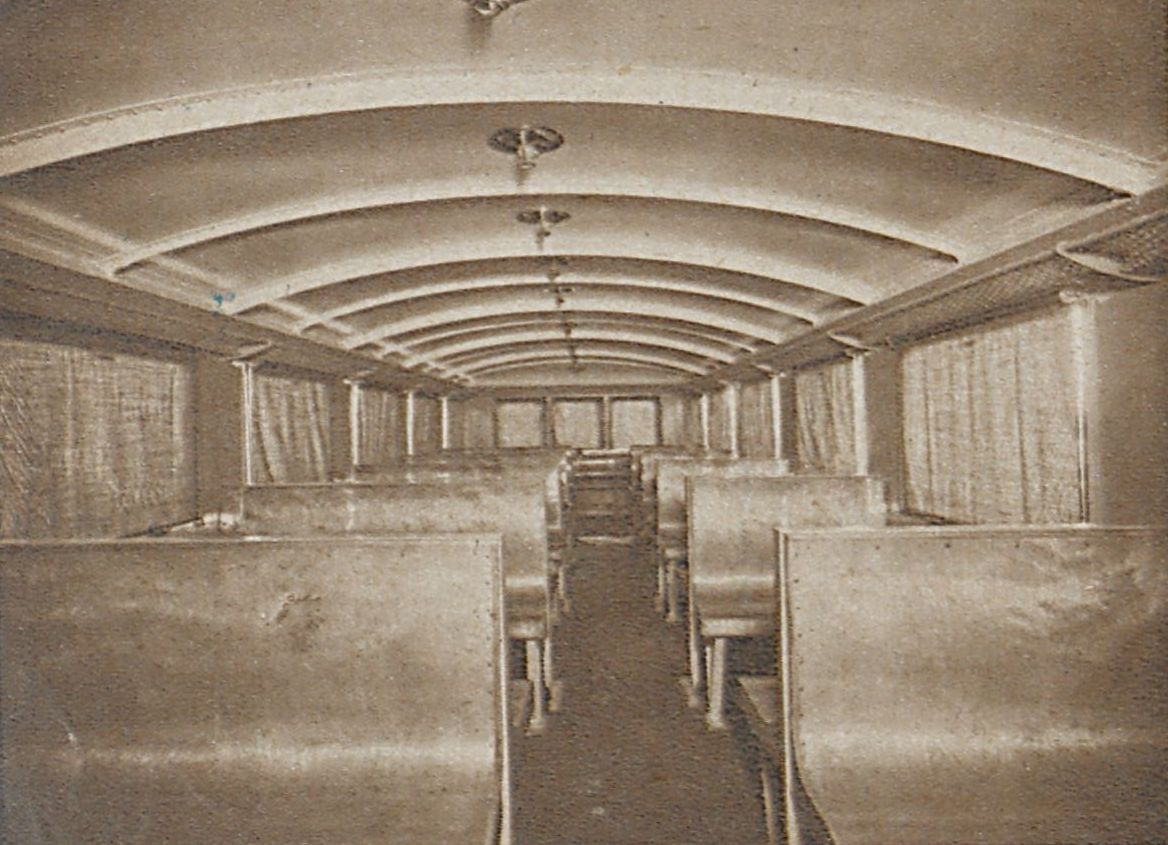
Fahrgastraum
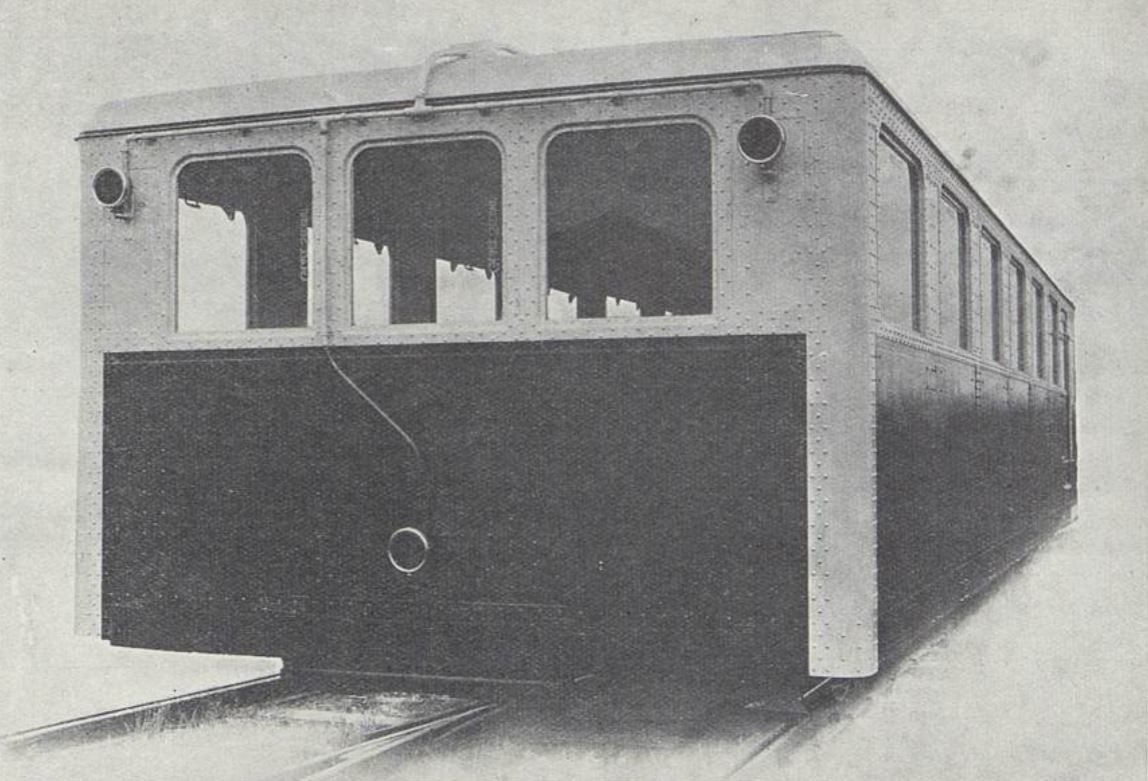
Rückseite

Die ersten kommerziellen Einsätze des Fahrzeugs mit der Betriebsnummer ZZt 23501 erfolgten im Raum Mont-de-Marsan, wo es auch beheimatet war. Sein Aktionsradius reichte bis Dax, Nérac und Marmande, zudem wurde es zwischen Marmande und Eymet sowie Saint-Sever und Hagetmau eingesetzt. Einer Übereinkunft mit der Compagnie des voies ferrées des Landes entsprechend verkehrte es von Juli bis September 1932 in der Relation Mont-de-Marsan–Mimizan-Plage.

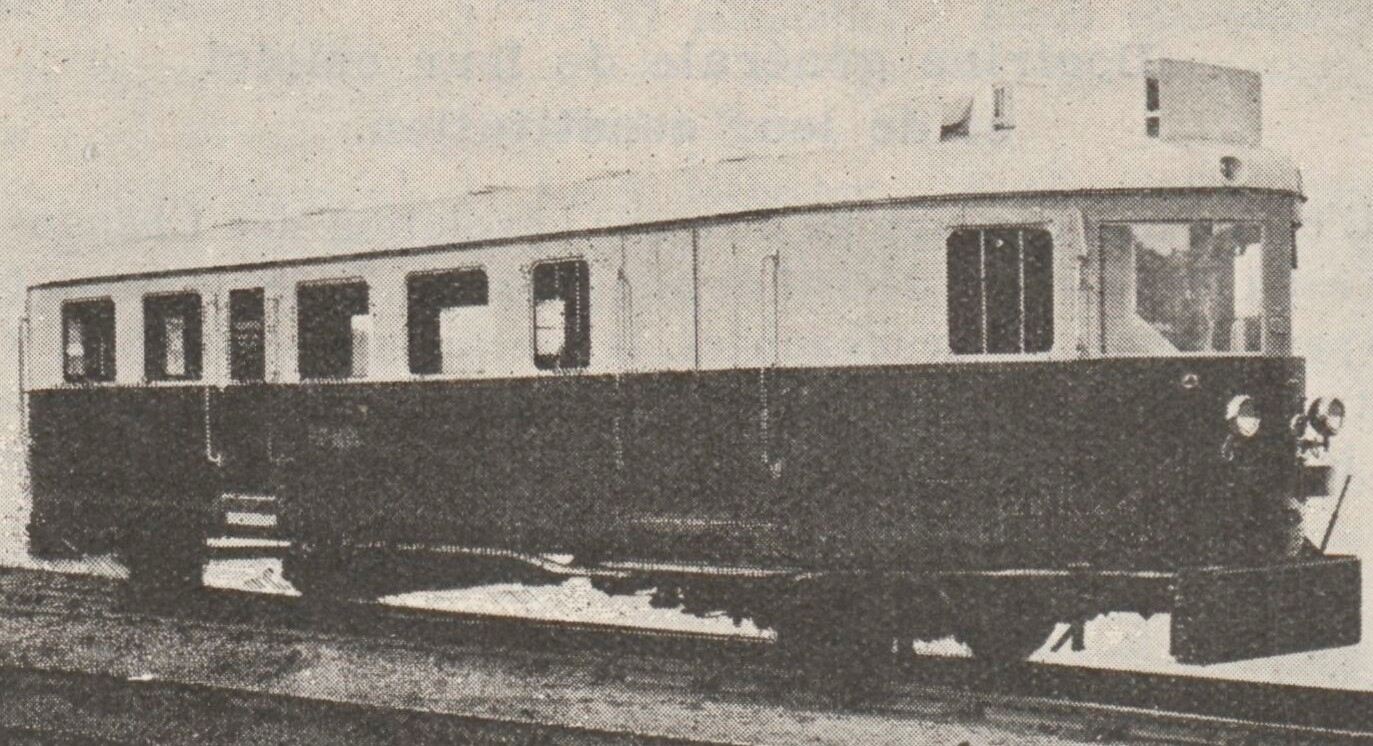
Zweiachsiges Fahrzeug des Typs 1 N der PO-Midi mit spitz zulaufender Front

Da sich der Prototyp bewährte, bestellte der Conseil général des Départements Landes zehn normalspurige und drei meterspurige Fahrzeuge dieser Bauart. Sie wurden jedoch als vierachsige Fahrzeuge ohne Drehgestelle ausgeführt und als Typ 2 bzw. Typ 2 bis bezeichnet. Auch die Administration des chemins de fer d’Alsace et de Lorraine (AL), die Administration des chemins de fer de l’État (ÉTAT) und die Compagnie des chemins de fer de Paris à Lyon et à la Méditerranée (PLM) erwarben solche Triebwagen. Deren auffälligstes Merkmal war eine – im Gegensatz zum Typ 1 – nach der Art eines Schiffsbugs spitz zulaufende, gefälligere und aerodynamisch günstigere Frontgestaltung. Mit vier als Typ 1 N bezeichneten zweiachsigen „Paulines“ wurden in den Jahren 1934/35 nochmals zweiachsige Exemplare (ZZt 23511 bis 23514) von der Midi bestellt und als ZZEt 23311 bis 23314 an die mittlerweile aus der Fusion der Midi mit der Compagnie du chemin de fer de Paris à Orléans (PO) gebildete PO-Midi ausgeliefert.
Durch die PO-Midi wurde der Prototyp ZZt 23501 in ZZEt 23301 umbenannt, nach deren Aufgehen in der SNCF erhielt er die Betriebsnummer ZZC 10001. 1943 beabsichtigte die SNCF, einige ihrer Leichttriebwagen, darunter auch den Pauline-Prototyp, über eine rumänische Firma an deutsche Nebenbahnen zu verkaufen; dieses Geschäft kam jedoch nicht zustande. Um 1946 sollte er in einen Beiwagen umgebaut werden, was ebenfalls unterblieb. 1948 wurde er endgültig abgestellt und danach verschrottet.